# Paphiopedilum powellii
Paphiopedilum powellii är en orkidéart som beskrevs av Eric Alston Christenson. Paphiopedilum powellii ingår i släktet Paphiopedilum och familjen orkidéer. Inga underarter finns listade i Catalogue of Life.